# Chiesa di San Pier Buonconsiglio
La chiesa di San Pier Buonconsiglio era una chiesa del centro storico di Firenze, situata in via de' Ferrivecchi (oggi via Strozzi) più o meno dove oggi si trovano i portici a sud dell'arco e le'dicio adiacente, verso nord. Sul lato nord era separata da un palazzo dei Sassetti dall'angusto chiasso del Leoncino, detto anche vicolo del Guanto dal nome di un'osteria, a sud si trovava l'inizio di via Pellicceria, mentre sul retro le correva il chiassolino dietro a Borghese o chiasso del Forno Borghese, dal nome di un famoso forno di Borghese Sassetti. 
Venne distrutta durante il Risanamento della zona del Mercato Vecchio. 

## Storia

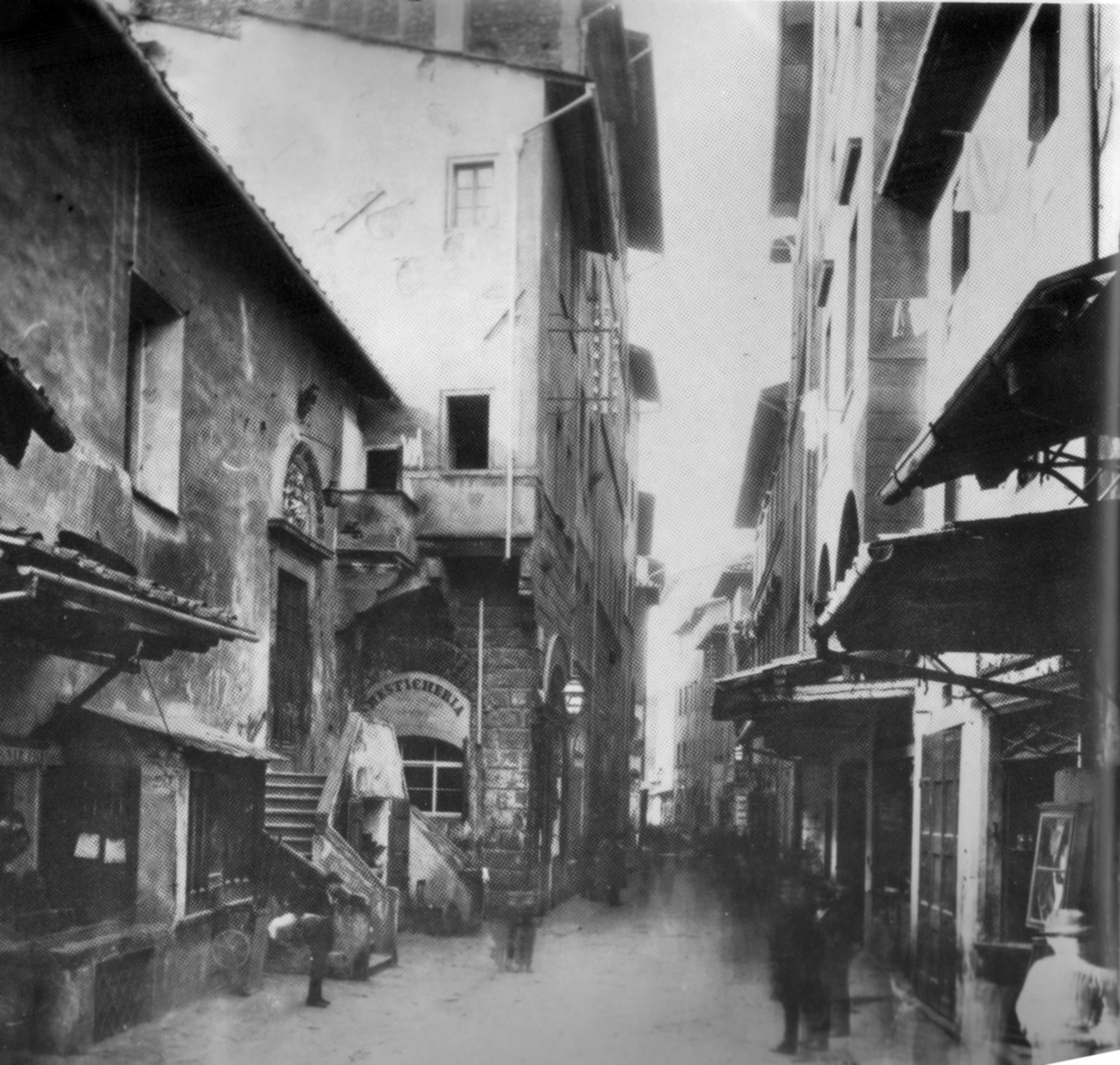
San Pier Buonconsiglio (a sinistra) in una foto ottocentesca di prima della demolizione

Anteriore all'anno Mille, dovette essere costruita dopo il 780 su un'esedra a lato dell'antico tempio Capitolino del foro e detta variamente Ecclesia ad Forum Regis o "San Pier in Palco de Foro Veteri": in palco perché sollevata rispetto al piano stradale, così come l'antico tempio era sollevato su un alto podio, sebbene nel frattempo molto abbassato dalla subsidenza. 
L'origine del nome Buonconsiglio è incerta, ma attestata almeno dal XIII secolo: forse deriva da un cittadino chiamato Buonconsiglio che ne aveva il patronato, oppure da una leggenda cittadina, narrata anche dal Villani, secondo cui al tempo di Totila una cavolaia che vendeva ogni giorno nella zona si accorse che molti dei nobili giovani chiamati a consiglio nel Campidoglio non ne erano più usciti, deducendo che essi si fossero trovati in un fatale agguato; per questo si mise a far desistere chiunque dall'entrarvi, dando un "buon consiglio" che poi avrebbe identificato la chiesa. L'ipotesi più probabile è comunque che nella chiesa si siano tenute per un certo periodo le riunioni del Consiglio del Popolo, come era normale accadere dentro le principali chiese cittadine, e che da una di queste ne uscisse un consiglio tanto utile per la città da meritare di tenerne ricordo nel nome del luogo. La prima menzione certa risale comunque al 1198, quando un gruppo di cittadini del sestriere di San Pancrazio presto giuramento alla Lega di Tuscia. Il Moreni compilò un elenco dei priori di questa chiesa che andava dal 1199 al 1736. Tra quelli ebbero un certo peso ci fu Giuliano della Cicogna, che fu anche canonico di San Lorenzo nel 1425 e trascurò la chiesa di San Piero, restaurata poi al suo successore Leonardo da Orte. Fu lui ad erigere l'altare di san Paolo, dato in patronato ai Malegonnelle. Nel 1561 la chiesa venne seriamente danneggiata da un incendio, che necessitò un rifacimento del tetto. 
Il patronato della chiesa spettava tradizionalmente al Popolo fiorentino, che però nel 1565 lo cedette come onorificenza a Lelio Torelli da Fano, consigliere di Cosimo I che abitava nel vicino palazzo della Luna. Tale privilegio aveva carattere ereditario, per cui passò ai suoi discendenti finché non si estinse il ramo fiorentino dei Torelli, venendo ereditato dal loro congiunto Giovanni da Sommaia (1608).
Dal XVII secolo vi ebbe sede una confraternita del Sacramento, e nel 1736 il rettore Cosimo Totti decise di rinnovare completamente l'edificio, con lavori che si conclusero il 21 gennaio 1739 (stile comune). Nel 1785, secondo le disposizioni di Pietro Leopoldo per ridurre il numero di chiese con le giurisdizioni più limitate e con le rendite meno cospicue, San Piero ebbe soppressa la sua parrocchia, che confluì in quella di San Gaetano, e divenne quindi ufficialmente un oratorio, in cui continuò a riunirsi la confraternita. A metà dell'Ottocento fu definitivamente sconsacrata e vi ebbe sede, per un certo tempo, una fabbrica di nastri. 
Venne abbattuta nel 1890.

## Descrizione

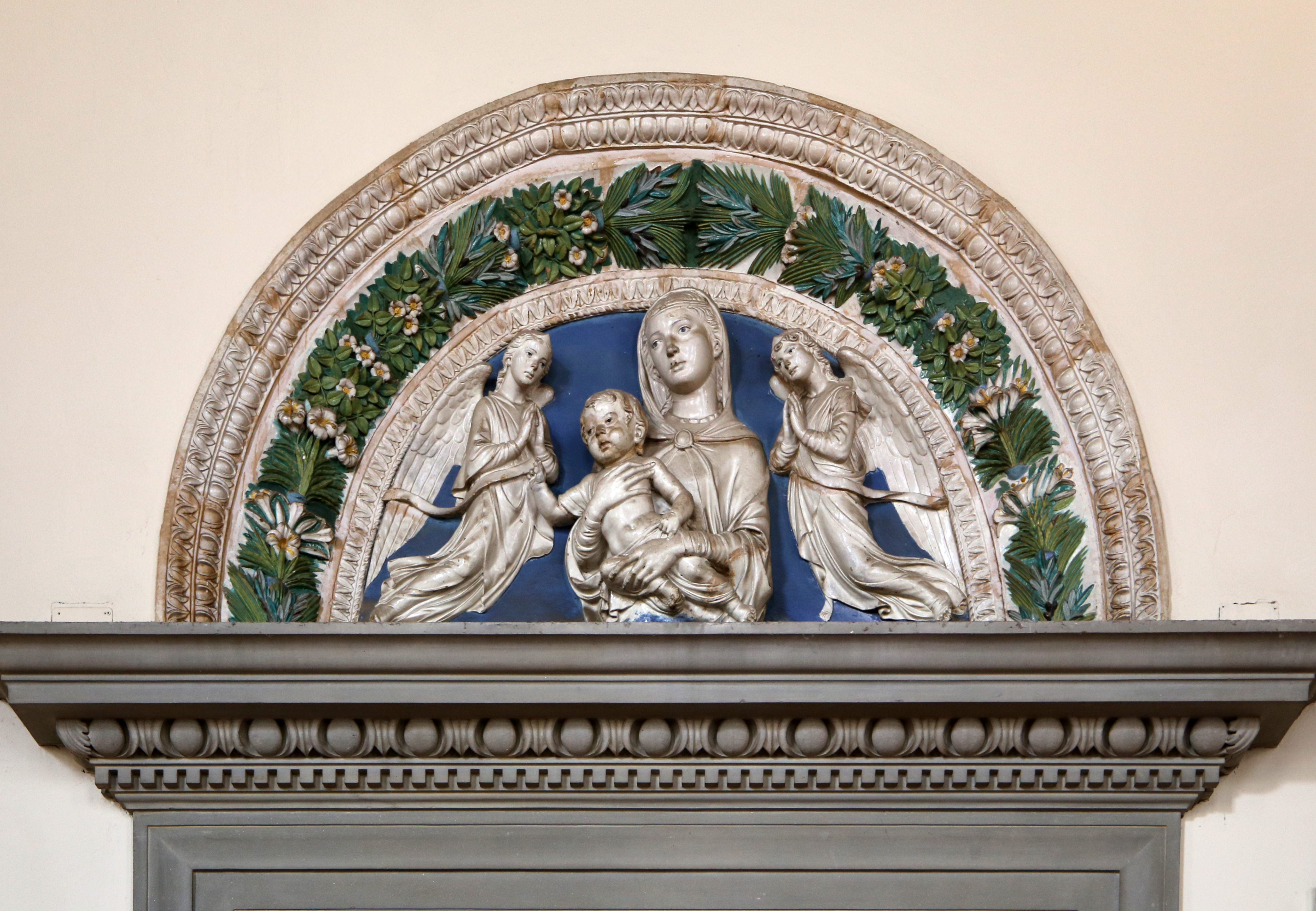
La lunetta di Luca della Robbia

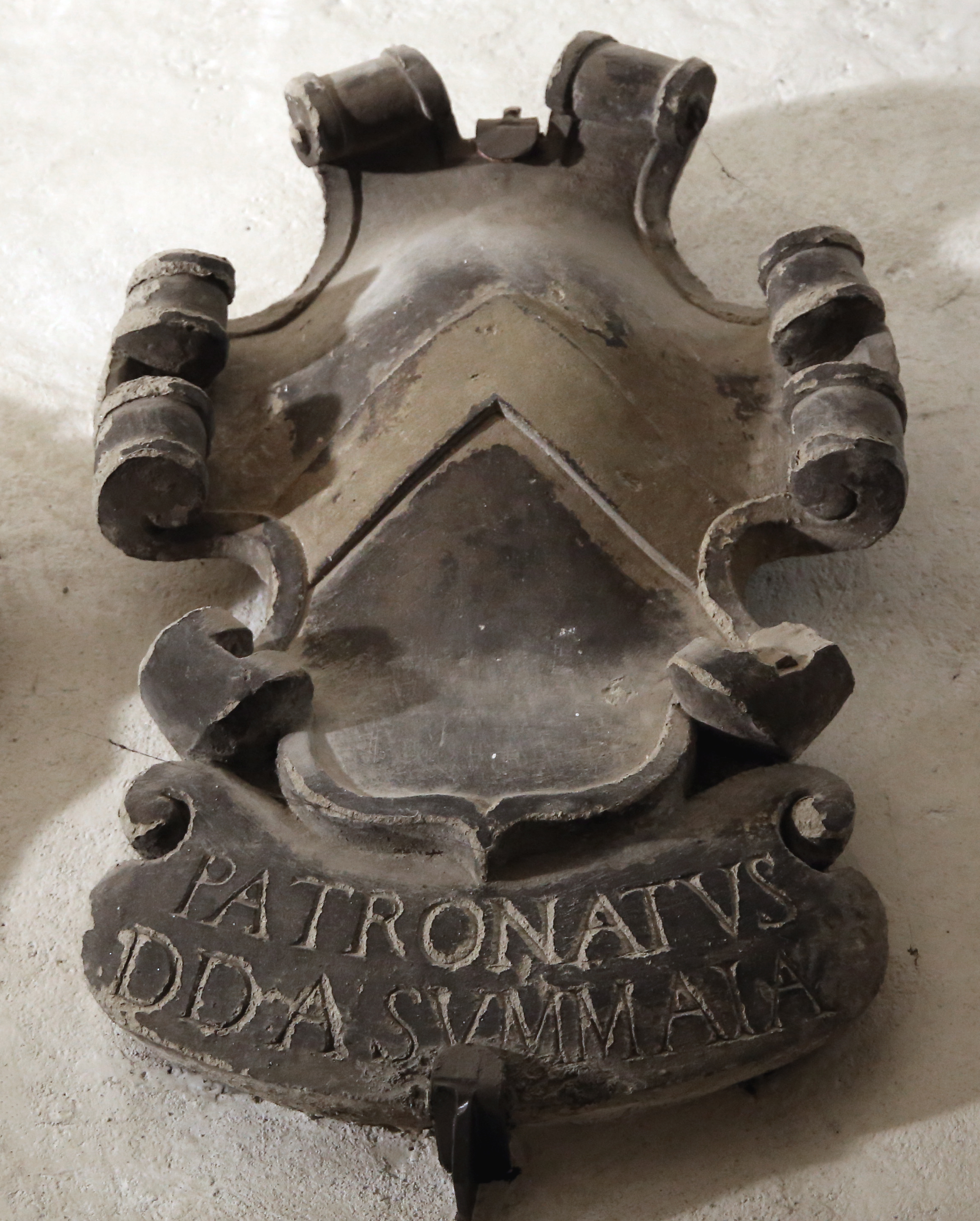
Stemma Da Dommaia dalla facciata della chiesa (Museo di San Marco)

La chiesa di San Pier Buonconsiglio aveva, come tutte le chiese del primo Medioevo, l'altare maggiore a oriente, ma per la sua particolare collocazione nel fitto tessuto edilizio non aveva né abside né facciata, ma un ingresso sul lato sinistro (guardando l'altare), che corrispondeva a via dei Ferrivecchi. L'accesso era rialzato su una piccola scalinata a doppia rampa e decorato da una lunetta in terracotta policroma invetraiata di Luca della Robbia (Madonna col Bambino tra due angeli), oggi nel salone Brunelleschi del palagio dei Capitani di Parte Guelfa. Sopra di questa si trovava uno stemma Da Sommaia, oggi nel lapidario del Museo di San Marco. Al tempo del Richa esisteva all'esterno anche uno stemma dei Malegonnelle, poi scomparso. La scalinata eorginale era stata a rampa unica, modificata poi nel Settecento secondo il gusto dell'epoca. 
Nella muratura dietro l'altare maggiore vennero trovate al tempo delle demolizioni delle snelle finestre gotiche trilobate, accecate in una ristrutturazione dell'edificio, e due aperture a arco ribassato con le imposte di una tettoia, che davano accesso ai sotterranei, destinati ad essere affittati a botteghe. Nel codice Rustici (1450 circa) si vedono anche una finestra a oculo e una torre campanaria sul lato opposto all'ingresso. 
L'interno era ad aula unica, con copertura originaria a capriate. L'altare maggiore aveva uno stemma già illeggibile al tempo del Rosselli e, sulla parete di fondo, uno stemma Cappelli con un'iscrizione sul restauro del tetto della chiesa a spese di Lorenzo Cappelli, che è stato poi raccolto tra i frammenti lapidei del cortile di palazzo Vecchietti. Sull'altare si trovava in origine una tavola bizantina, non meglio precisata, che tra il 1658 e il 1694 venne sostituita da un San Pietro che va al martirio dipinto dallo stesso rettore, Giovanni Caiesi. L'altare di destra era dedicato a san Filippo Neri (dal 1667) e quello di sinistra a San Paolo. Quest'ultimo era decorato da un'Immacolata Concezione con san Gioacchino e stucchi di Gaetano Romanelli. Tutte queste opere d'arte risultano disperse e non rintracciabili.